# Amphiglossus spilostichus
Amphiglossus spilostichus là một loài thằn lằn trong họ Scincidae. Loài này được Andreone & Greer mô tả khoa học đầu tiên năm 2002.